# Tehillim (Reich)
Pour les articles homonymes, voir Tehillim.
Tehillim est une œuvre musicale de Steve Reich composée en 1981 pour un ensemble concertant de musiciens et de percussions et pour quatre voix de femmes. Tehillim (« Psaumes » en hébreu) marque une évolution importante dans le langage de Steve Reich, avec l'abandon des répétitions et d'une métrique fixe, pour une mise en musique de textes hébraïques.

## Historique
Après les années 1970, où Steve Reich a exploré les nombreuses possibilités de la musique minimaliste et de la musique de phase pour lesquelles il s'est rendu célèbre, il décide alors d'orienter son écriture vers une nouvelle direction : celle des textes mis en musique. Tehillim qui marque ce changement de direction est également le résultat de la redécouverte par Steve Reich de son héritage juif, notamment des textes sacrés. Le Tehillim est en effet le Livre des Psaumes de la Bible hébraïque, correspondant à l'Ancien Testament dans le christianisme. 
Tehillim est la première pièce de Reich écrite spécialement pour voix et ouvrira dès lors une large suite de compositions similaires dans l'œuvre du compositeur.
La pièce est partiellement créée en juin 1981 à Stuttgart sous la direction de Peter Eötvös, puis en intégralité en novembre 1981 à la chapelle Rothko de Houston.

## Structure
Tehillim est composée pour quatre voix de femmes (trois sopranos, une alto), un piccolo, une flûte, un hautbois, un cor anglais, deux clarinettes, six percussions, deux orgues électriques, deux violons, un alto, un violoncelle, une contrebasse.
La pièce comporte quatre mouvements dont l'exécution dure environ 30 minutes :
1. Partie I : Rapide (env. 12 min) - Psaume 19:2-5 (1-4)
2. Partie II : Rapide (env. 6 min) - Psaume 34:13-15 (2-14)
3. Partie III : Lent (env. 6 min) - Psaume 18:26-27 (25-26)
4. Partie IV : Rapide (env. 6 min 30 s) - Psaume 150:4-6

Tehillim est la première partition dans laquelle Steve Reich n'utilise pas de motifs répétitifs, qui constituaient la technique de composition caractéristique depuis 1965. La pulsation persiste mais les phrases austères ou mélodiques répétitives ne sont plus utilisées. 
Les psaumes, chantés en hébreu, utilisent l'expansion de la musique et s'écoulent de manière linéaire au sein d'un langage harmonique beaucoup plus chromatique (notamment dans le troisième mouvement). Le rythme lui-même n'est plus aussi rigide et subit de nombreuses variations pratiquement à chaque mesure, afin de respecter la déclamation de l'hébreu. C'est le texte et sa déclamation qui dictent le rythme de la composition. Le respect du texte est d'ailleurs la raison principale qui a conduit Reich à ne pas utiliser le principe de répétition habituel, poussé en cela par son intuition musicale.

## Discographie
- Tehillim / Three Movements, par le Schönberg Ensemble et le groupe de percussions de La Haye dirigés par Reinbert de Leeuw, Nonesuch Records, 1994
- Tehillim, par l'ensemble Steve Reich and Musicians, ECM New Series, 1981
- Tehillim / The Desert Music, par l'ensemble Alarm Will Sound (en) dirigé par Alan Pierson, Cantaloupe Music, 2011